# Clann Zú
Clann Zú (Ausspr. /'klaun 'zu:/), irisch „Zoo-Leute“ oder „Zoo-Familie“, war eine australisch-irisch-britische Rockband mit Wohnsitz in Melbourne und zeitweise Dublin.

## Geschichte
Clann Zú wurde im Jahr 1999 in Melbourne gegründet. Ende Mai 2005 löste sich die Band nach einer kürzeren Schaffens- und Auftrittspause auf.
Zwei Mitglieder arbeiten an ihrem Seitenprojekt MyDisco weiter. Declan de Barra ist unter eigenem Namen aktiv und hat unter Mitwirkung einiger ehemaliger Clann-Zú-Mitglieder sowie einiger namhafter irischer Musiker sein erstes Soloalbum Song of a Thousand Birds fertiggestellt.

## Stil
Clann Zú verband gitarrenlastigen Rock in der Tradition von Pearl Jam oder Jeff Buckley mit ausgefeilten, aber nie überproduzierten Arrangements und Strukturen, die sie dem Post-Rock-Bereich zumindest nahebrachten. Zusätzlich zu den in der Rockmusik üblichen Instrumenten und einiger Elektronik setzten Clann Zú eine elektrisch verstärkte und meist verzerrte Violine ein. Diese trug, neben dem Bodhrán, einer irischen Handtrommel, vor allem auf einigen früheren Aufnahmen zu einem mehr als leichten Hauch irischer traditioneller Musik bei. Auf dem letzten Album Black Coats and Bandages war diese traditionelle Komponente kaum mehr wahrzunehmen. Hingegen wurden die Texte zweier Stücke ganz in irischer Sprache geschrieben und gesungen. Einen weiteren Spannungspunkt ihrer Musik bildete der Kontrast zwischen der teils recht aggressiven Musik und der hohen, zerbrechlich und doch intensiv wirkenden Stimme de Barras.
Im Gegensatz zu vielen anderen Bands im Post-Rock-Bereich vertraten Clann Zú eine offene und dezidierte politische Haltung. Vor allem der weltweite Hunger und die Globalisierung spielten in ihren Texten und Aussagen eine zentrale Rolle.

## Diskografie
- 2000: Clann Zú (EP)
- 2001: Rua (Album, G7 Welcoming Committee Records)
- 2004: Black Coats and Bandages (Album, G7 Welcoming Committee Records)